# Belgisch Militair Ereveld 1914-1918
Het Belgisch Militair Ereveld 1914-1918, is gelegen in de begraafplaats Oostergaarde van de Nederlandse stad Harderwijk (Gelderland). Oorspronkelijk lagen er 36 militairen begraven maar na concentratie vanuit andere begraafplaatsen worden nu 349 Belgische militairen uit de Eerste Wereldoorlog herdacht. Hiervan staan er 124 op een herdenkingsmonument omdat zij niet meer teruggevonden werden. De begraafplaats werd op 28 september 1963 door de Belgische ambassadeur ingehuldigd. De grafzerken hebben veel gelijkenis met deze die door de Britse Commonwealth War Graves Commission worden gebruikt. Zij wijken hierdoor sterk af van de grafzerken die door de Belgische overheid worden voorgeschreven. De graven worden onderhouden door de Oorlogsgravenstichting.
Tijdens de Eerste Wereldoorlog waren zo’n 33000 Belgische militairen naar Nederland gevlucht nadat Antwerpen door de Duitse troepen was ingenomen. Zij werden in kampen geïnterneerd, waaronder in het Belgenkamp in Harderwijk. De meeste van de hier begraven doden waren slachtoffers van tuberculose en de in 1918 en 1919 heersende Spaanse griepepidemie. Er zijn tevens zes slachtoffers begraven van een opstand van geïnterneerden in het Kamp van Zeist te Soesterberg op 3 december 1914. Zij kwamen in opstand naar aanleiding van de precaire leefomstandigheden, en begonnen met stenen te gooien waardoor de ordetroepen de opstand gewelddadig beëindigde. Verder ligt er in de buurt van het ereveld een zesjarig meisje begraven, Woutje van de Velde, die door een Belgische geïnterneerde korporaal misbruikt en vermoord werd in 1917. Als gebaar financierde de Belgische regering na de oorlog het graf, dat een onvolgroeide boom voorstelt. Woutje van de Velde is hierdoor een van de weinige Nederlandse slachtoffers van de Eerste Wereldoorlog.